# Kalbi
Kalbi eller Galbi hänvisas vanligen till en rad olika varianter av gui eller grillade rätter i koreanska köket. Kalbi tillagas vanligtvis av marinerade revben av nötkött (eller fläsk) i en sås baserad på ganjang (koreansk sojasås).

## Etymologi
Rättens fullständiga namn är kalbi gui, men vanligtvis utelämnar man "gui" (grillning). Kalbi är vanligtvis grillade revben från nötkreatur och kan också kallas "sokalbi" (소갈비) eller "soekalbi" (쇠갈비). Man utelämnar oftast prefixet "so" eller "soe" (biff). Det är också kallat bulgalbi när man grillar över öppen eld. Då ordet betyder "revben" så kan rätten tillagas av revben av fläsk eller kyckling. I dessa fall kallas det "dwaeji kalbi" (돼지갈비) eller "dak kalbi" (닭갈비).

## Tillagning och servering
Basen av marinaden består primärt av lätt soyasås, vitlök och socker. Det är inte ovanligt att man även har sesamolja, risvin eller gochujang (het chilipasta) i marinaden. Fruktjuice, limejuice och honung har blivit mer vanligt. Det finns många olika varianter och kombinationer.
Marinerade köttet är oftast lätt skuret över benen för att det ska marineras snabbare. Detta kallas L.A Kalbi och detta gör att det går fortare att tillaga och att köttet blir mer mört, vilket gör att det blir lättare att äta rätten med pinnar. Traditionellt skuren Kalbi kallas "Wang Kalbi" som bokstavligen betyder "Kunglig Revbensspjäll". Oftast är denna variant som serveras i restauranger. 
Kalbi tillagas på serveringsbordet med en speciell portabel grill. Man får färdig marinerat kött som kunden själv får tillaga efter önskemål. Till kalbi serveras ofta olika sorters salladsblad som man lindar in köttet med till ett litet paket, ssam, som man sedan doppar i ssamjang (쌈장). En sås baserad på fermenterat soyabön- och chilipasta. Till en koreansk måltid ingår näsan alltid banchan (sidorätter).

## Varianter
| Namn         | på Koreanska | Beskrivning |
| ------------ | ------------ | --- |
| Dwaeji kalbi | 돼지갈비     | Revben av fläsk som är kryddat med en typisk ganjang eller gochujang baserad sås. I det senare fallet så kallas rätten "maeun dwaeji kalbi" (매운돼지갈비), som bokstavligen betyder "kryddstark revben av fläsk". |
| Dak kalbi    | 닭갈비       | gjord av kycklingben, även om namnet betyder revben. Köttet är kryddat med gochujang baserad sås, men "maeun" (매운, kryddstark) är inte nämnt.                                                                    |
| Tteokgalbi   | 떡갈비       | gjord av revben av biff. |
| L.A kalbi    | LA갈비       | gjord av revben av biff som är tunt skuren över benen. |

## Bildgalleri

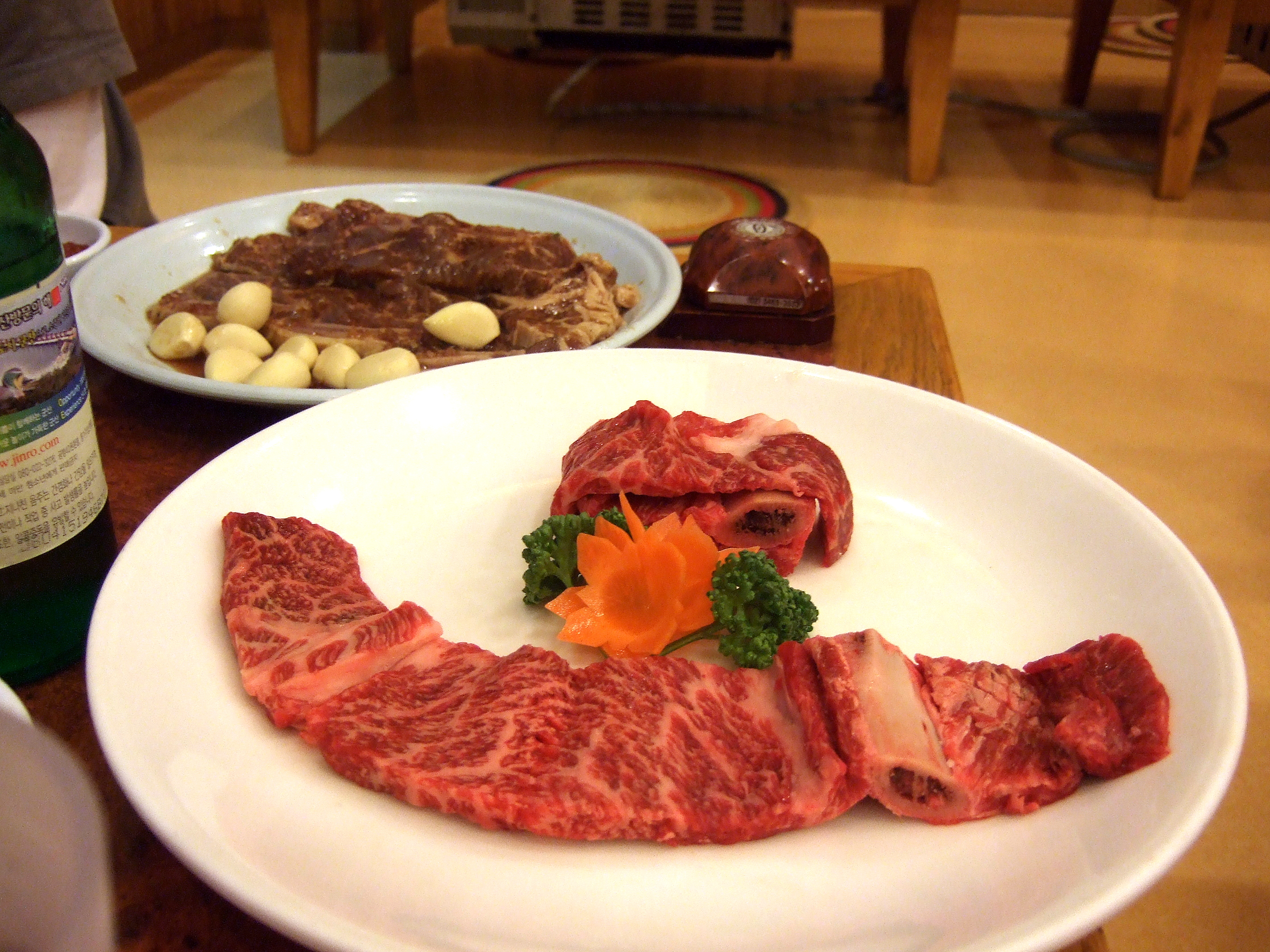
Marinated and unmarinated beef galbi
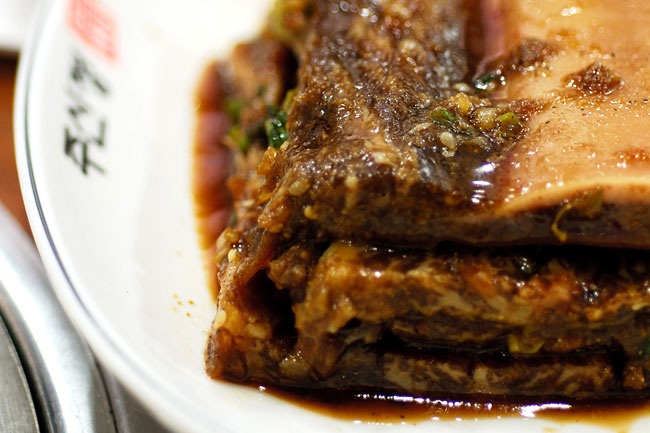
Marinated galbi before grilling
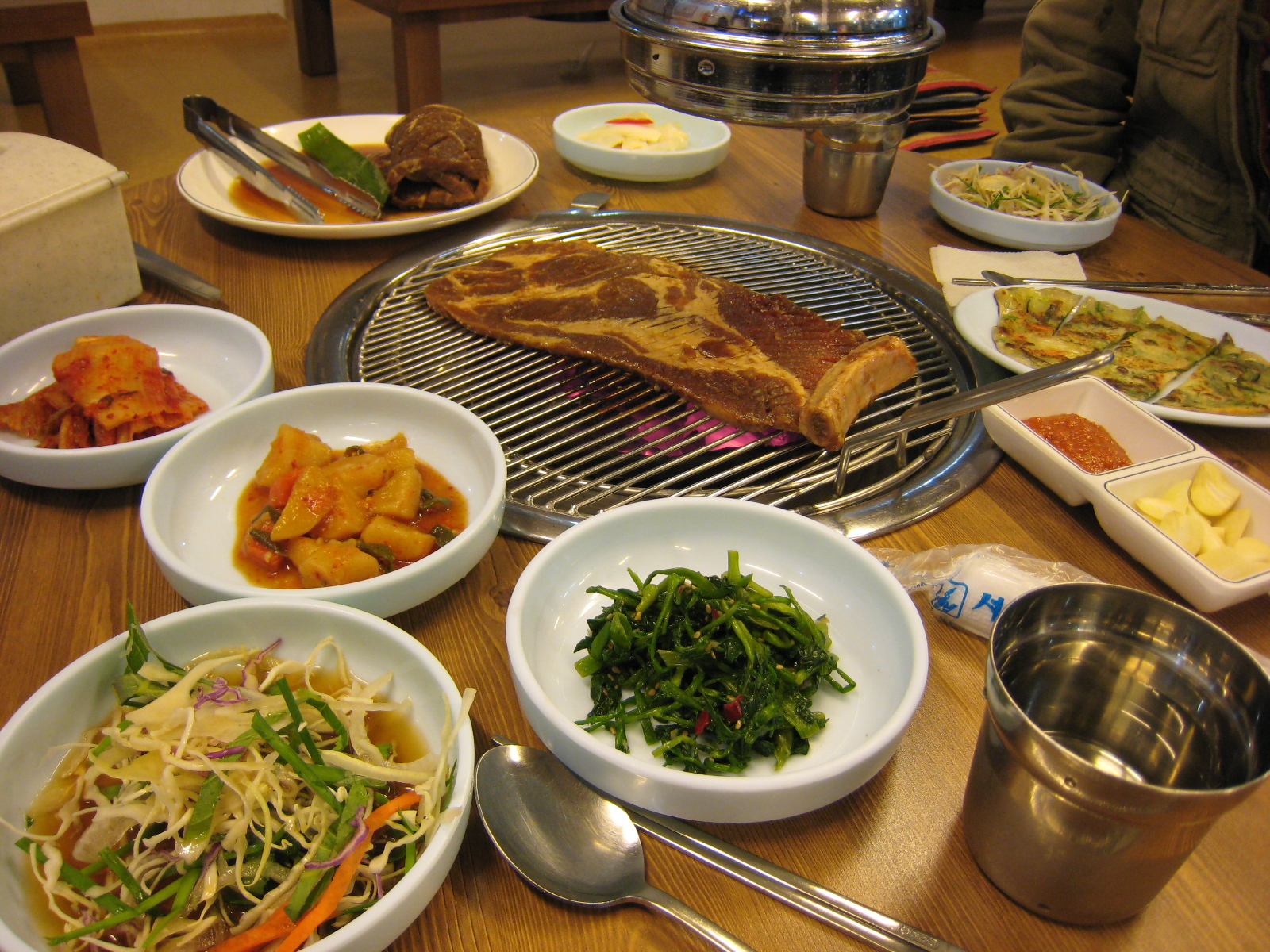
Galbi and banchan (small side dishes)
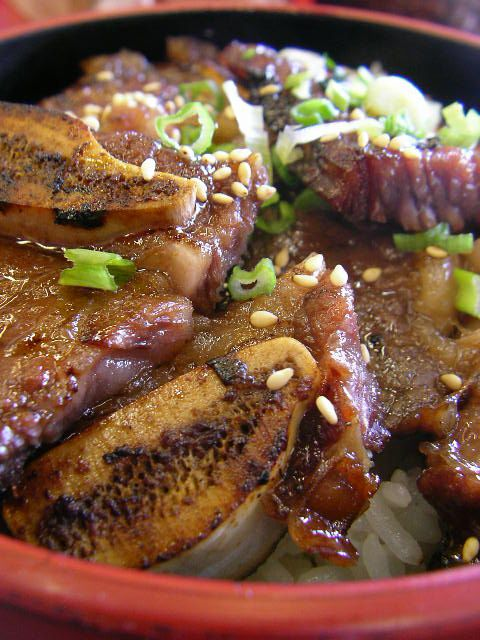
Sogalbi (소갈비 beef galbi)
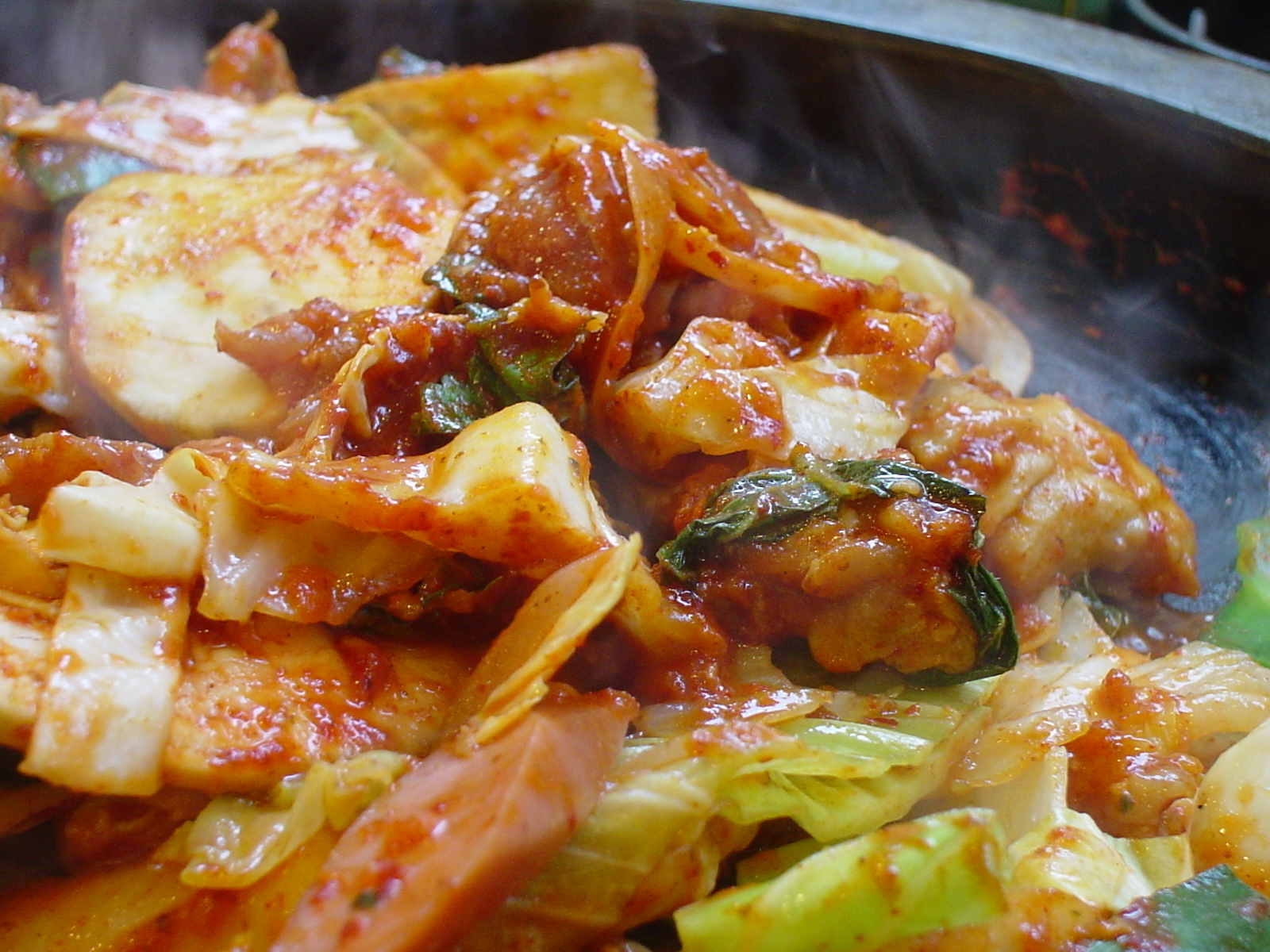
Dak galbi (닭갈비 chicken galbi)
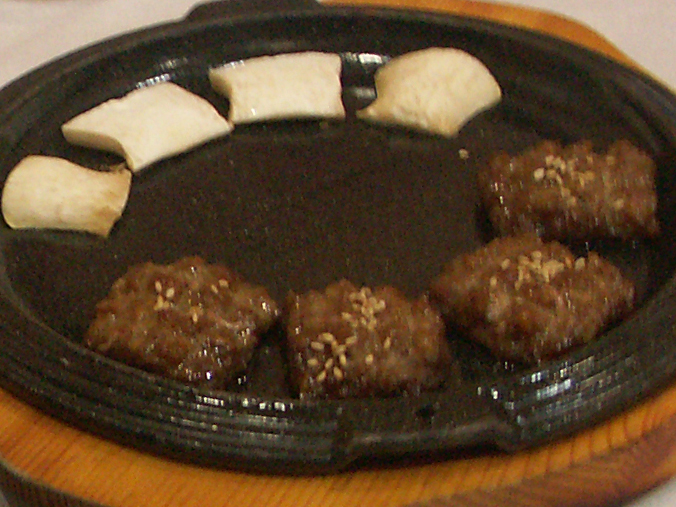
Tteok galbi (떡갈비 meatball made with galbi)
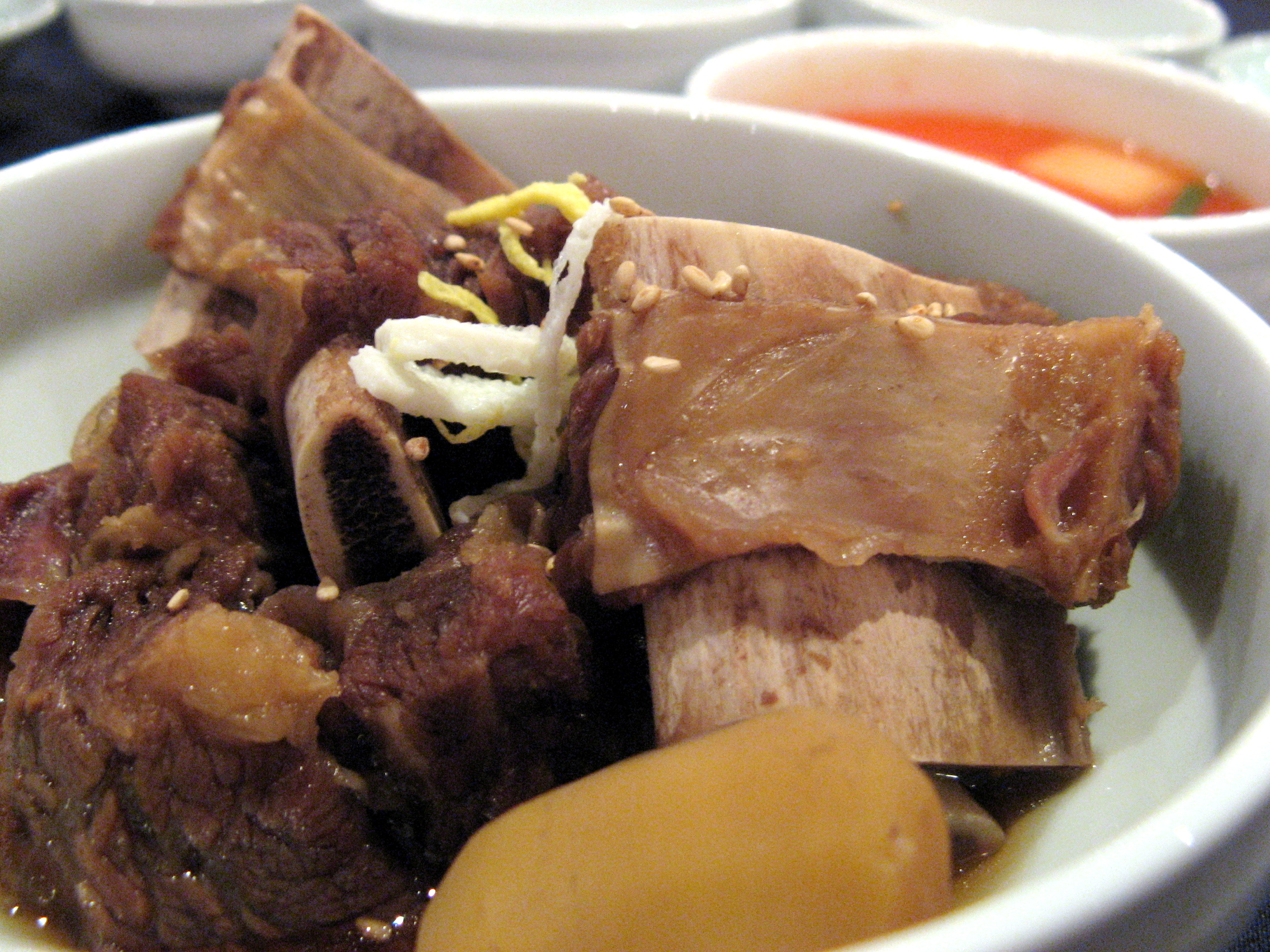
Galbijjim, braised galbi